# Kemeten
Kemeten (węg. Vaskomját, rom. Kemeta) – gmina w Austrii, w kraju związkowym Burgenland, w powiecie Oberwart. 1 stycznia 2014 liczyła 1,45 tys. mieszkańców.